# Proteuxoa paragypsa
Proteuxoa paragypsa là một loài bướm đêm thuộc họ Noctuidae. Nó được tìm thấy ở Úc, bao gồm Tasmania.

## Hình ảnh

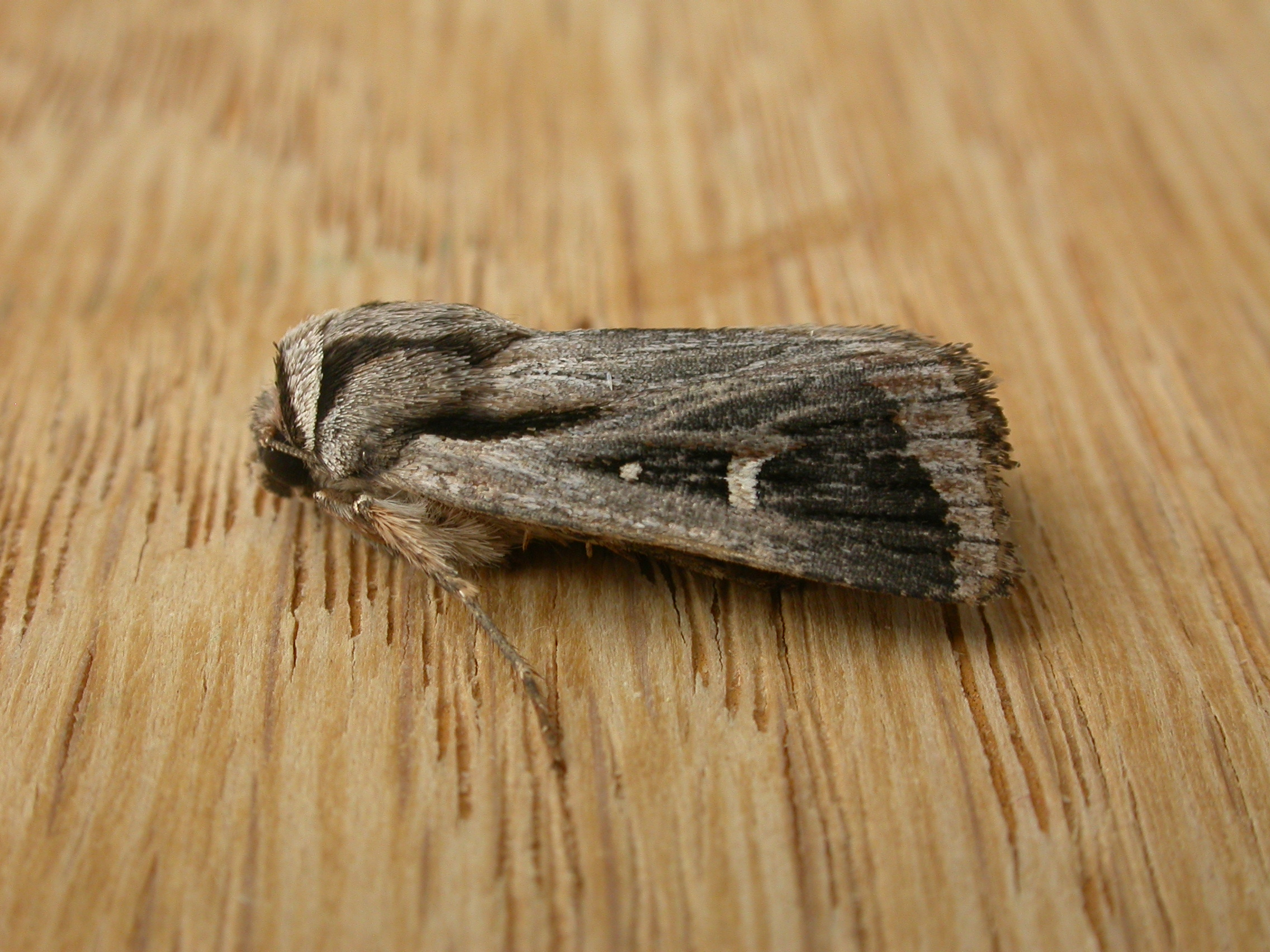
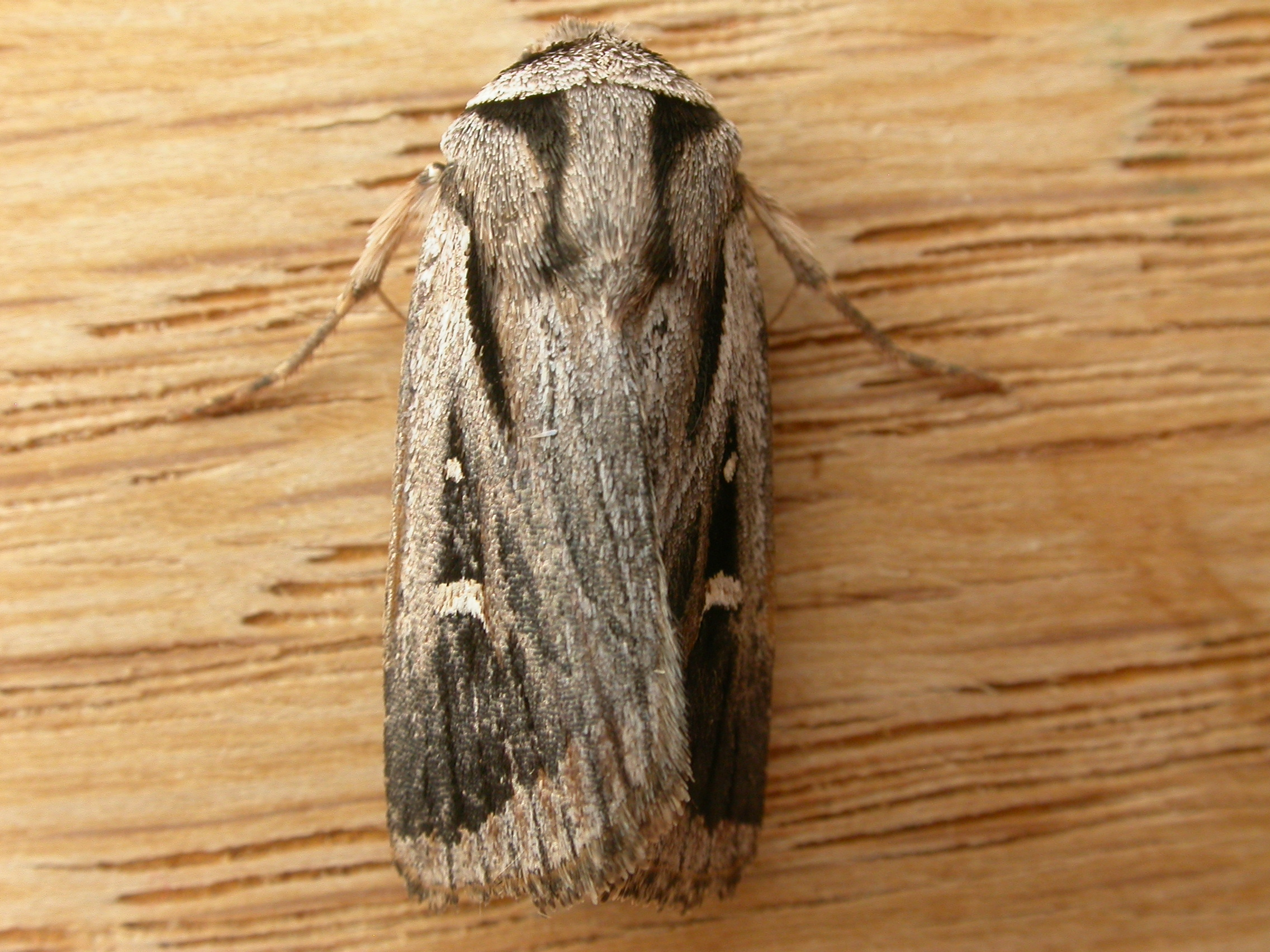